# Nowyj Karaczaj
Nowyj Karaczaj – osiedle typu miejskiego w Rosji, w Karaczajo-Czerkiesji. W 2010 roku liczyło 3035 mieszkańców.